# Tag der Briefmarke (Deutschland)

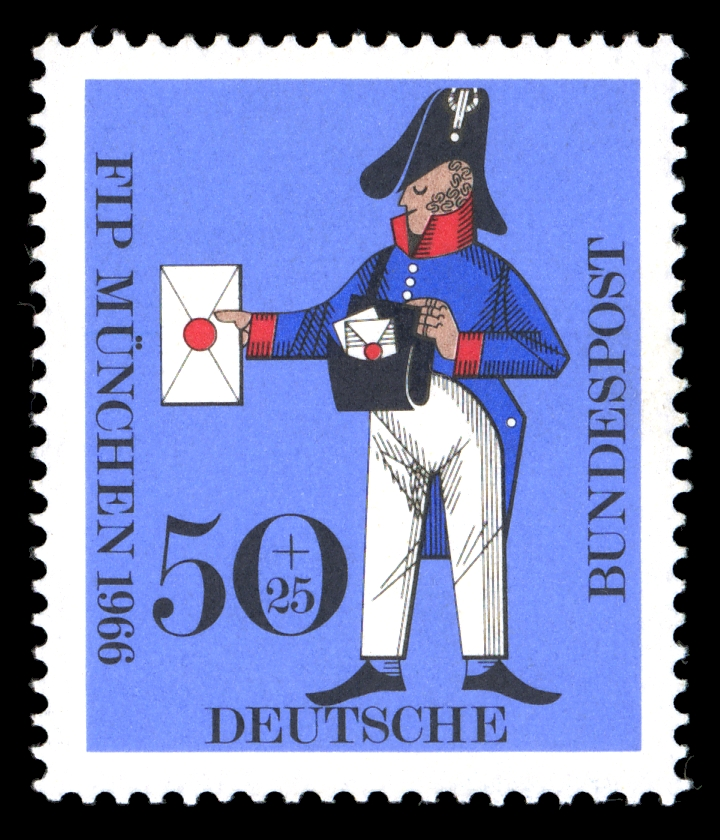
Beispielbild aus der jährlichen Sonderserie „Tag der Briefmarke“

Tag der Briefmarke ist eine seit 1949 erscheinende Sonderpostwertzeichenserie der Bundesrepublik Deutschland. Sie ist damit die einzige Serie, die seit Gründung der Bundesrepublik besteht. Zwischen 2000 und 2003 firmierte die Serie unter dem Namen Für die Briefmarke. Die Marken wechseln jährlich zwischen normalen Sondermarken und Zuschlagsmarken zugunsten der Stiftung für Philatelie und Postgeschichte ab.

## Liste
Legende
- Bild: Eine bearbeitete Abbildung der genannten Marke. Das Verhältnis der Größe der Briefmarken zueinander ist in diesem Artikel annähernd maßstabsgerecht dargestellt. Sollten keine Marken abgebildet sein, liegt es daran, dass das Urheberrecht des Künstlers noch nicht erloschen ist.
- Beschreibung: Eine Kurzbeschreibung des Motivs und/oder des Ausgabegrundes. Bei ausgegebenen Serien oder Blocks werden die zusammengehörigen Beschreibungen mit einer Markierung versehen eingerückt.
- Wert: Der Frankaturwert der einzelnen Marke in der im Tabellenkopf genannten Währungseinheit. Ein „+“ bedeutet, dass es sich um eine Zuschlagsmarke handelt (= Frankaturwert + Spende).
- Ausgabedatum: Das Datum des erstmaligen Verkaufs dieser Briefmarke.
- Gültig bis: Das Datum, an dem die Gültigkeit endete.
- Auflage: Soweit bekannt, wird hier die zum Verkauf angebotene Anzahl dieser Ausgabe angegeben.
- Entwurf: Soweit bekannt, wird hier angegeben, von wem der Entwurf dieser Marke stammt.
- Mi.-Nr.: Diese Briefmarke wird im Michel-Katalog unter der entsprechenden Nummer gelistet.

| Deutsche Bundespost (mit Gültigkeitsdatum) | |                  |                         |                   |                     |                             |         |
| Bild                                       | Beschreibung | Werte in Pfennig | Ausgabe- datum          | gültig bis        | Auflage             | Entwurf                     | Mi.-Nr. |
|                                            | 100 Jahre deutsche Briefmarken - 1 Kreuzer Königreich Bayern Zuschlagmarke                                                                  | 10+2             | 30. September 1949      | 31. August 1950   | 1.000.000           | Bruckmann                   | 113     |
|                                            | - 3 Kreuzer Königreich Bayern | 20               | 30. September 1949      | 31. August 1950   | 1.000.000           | Bruckmann                   | 114     |
|                                            | - 6 Kreuzer Königreich Bayern | 30               | 30. September 1949      | 31. August 1950   | 1.000.000           | Bruckmann                   | 115     |
|                                            | 75 Jahre Weltpostverein Heinrich von Stephan (1831–1897) Mitbegründer des Weltpostvereins                                                   | 30               | 9. Oktober 1949         | 31. August 1950   | 2.000.000           | Max Bittrof                 | 116     |
|                                            | Briefmarkenausstellung in Wuppertal - Altdeutsche Briefmarken unter der Lupe                                                                | 10+2             | 14. September 1951      | 31. März 1952     | 1.000.000           | Schardt                     | 141     |
|                                            | - Altdeutsche Briefmarken unter der Lupe | 20+3             | 14. September 1951      | 31. März 1952     | 1.000.000           | Schardt                     | 142     |
|                                            | 100. Jahrestag der Erstausgabe der Briefmarken von Thurn und Taxis Einachsiges Fuhrwerk, Karriol                                            | 10               | 25. Oktober 1952        | 31. Dezember 1953 | 10.000.000          | Bagel                       | 160     |
|                                            | Internationale Briefmarkenausstellung IFRABA, Frankfurt - Portal des Palais Thurn und Taxis, Zuschlagmarke                                  | 10+2             | 29. Juli 1953           | 31. Dezember 1954 | 1.380.000           | Walter Brudi                | 171     |
|                                            | - Telekommunikationsgebäude in Frankfurt, Zuschlagmarke                                                                                     | 20+3             | 29. Juli 1953           | 31. Dezember 1954 | 1.380.000           | Walter Brudi                | 172     |
|                                            | Internationale Briefmarkenausstellung WESTROPA 1955 - stilisierte Brieftaube und Lupe                                                       | 10+2             | 14. September 1955      | 31. Dezember 1956 | 2.000.000           | Hermann Bentele             | 217     |
|                                            | - stilisiertes Posthorn und Pinzette | 20+3             | 14. September 1955      | 31. Dezember 1956 | 1.500.000           | Hermann Bentele             | 218     |
|                                            | 125. Geburtstag Heinrich von Stephans (1831–1897) Stephan war Mitbegründer des Weltpostvereins                                              | 20               | 7. Januar 1956          | 30. Juni 1957     | 10.000.000          | Arthur Schraml              | 227     |
|                                            | Brieftaube mit einem Brief im Schnabel | 10               | 27. Oktober 1956        | 31. Dezember 1958 | 20.000.000          | Uli Huber                   | 247     |
|                                            | Briefmarkenausstellung „Flora und Philatelie“ Posthorn, Tulpe und 3 Kronen (aus dem Kölner Wappen)                                          | 20               | 8. Juni 1957            | 31. Dezember 1958 | 20.000.000          | Göhlert                     | 254     |
|                                            | Internationale Postwertzeichenausstellung INTERPOSTA in Hamburg - Darstellung einer Hamburger 1-Schilling-Briefmarke von 1859 Zuschlagmarke | 10+5             | 22. Mai 22. August 1959 | 31. Dezember 1960 | 3.050.000 5.800.000 | Arthur Schraml              | 310     |
|                                            | - Darstellung einer Lübecker 2-Schilling-Briefmarke von 1859 Zuschlagmarke                                                                  | 20+10            | 22. Mai 22. August 1959 | 31. Dezember 1960 | 3.050.000 5.800.000 | Arthur Schraml              | 311     |
|                                            | 125 Jahre Briefmarken 3 Briefmarken der Thurn-und-Taxis-Post                                                                                | 20               | 28. August 1965         | 31. Dezember 1967 | 30.000.000          | Erwin Poell                 | 482     |
|                                            | Kongreß des Internationalen Philatelistenverbandes - Bayerische Postkutsche um 1900                                                         | 30+15            | 24. September 1966      | 31. Dezember 1968 | 8.100.000           | Hella und Heinz Schillinger | 516     |
|                                            | - Preußischer Briefträger um 1830 | 50+25            | 13. Juli 1966           | 31. Dezember 1968 | 8.700.000           | Hella und Heinz Schillinger | 517     |

| Deutsche Bundespost | |                  |                    |                             |                              |         |
| Bild                | Beschreibung | Werte in Pfennig | Ausgabe- datum     | Auflage                     | Entwurf                      | Mi.-Nr. |
|                     | Deutscher Philatelistentag in Garmisch-Partenkirchen Motiv entspricht einem Prägedruck von 1876                                                                                           | 30               | 4. September 1969  | 30.000.000                  | Erwin Poell                  | 601     |
|                     | Kongress des internationalen Philatelistenverbandes und die internationale Briefmarkenausstellung IBRA - Posthausschild Hessen-Kassel                                                     | 40+20            | 5. April 1973      | 5.848.000                   | Heinz Schillinger            | 764     |
|                     | - Posthausschild Preußen | 70+35            | 5. April 1973      | 5.425.000                   | Heinz Schillinger            | 765     |
|                     | - Posthausschild Württemberg | 40+20            | 5. April 1973      | 5.976.000                   | Heinz Schillinger            | 766     |
|                     | - Posthausschild Kurpfalz-Bayern | 70+35            | 5. April 1973      | 5.976.000                   | Heinz Schillinger            | 767     |
|                     | 100 Jahre Weltpostverein Zwei Briefkästen aus Deutschland und der Schweiz aus dem 19. Jahrhundert                                                                                         | 50               | 29. Oktober 1974   | 30.750.000                  | Kühlborn                     | 825     |
|                     | Posthausschild Königlich Preußische Posthalterei von 1776 | 10               | 14. August 1975    | 31.486.000                  | Heinz Schillinger            | 866     |
|                     | Posthausschild der Kaiserlichen Reichs-Post-Expedition Höchst am Main aus dem 18. Jahrhundert                                                                                             | 10               | 14. Oktober 1976   | 72.235.000                  | Heinz Schillinger            | 903     |
|                     | Posthausschild der Postexpedition Hamburg, Ende 19. Jahrhundert | 10               | 13. Oktober 1977   | 81.500.000                  | Heinz Schillinger            | 948     |
|                     | Posthausschild Baden, um 1844 | 40               | 12. Oktober 1978   | 59.095.750                  | Herbert Stelzer              | 980     |
|                     | Sachsendreier | 50               | 12. Oktober 1978   | 59.095.750                  | Herbert Stelzer              | 981     |
|                     | Posthausschild aus Altheim an der Saar um 1754 | 60+30            | 11. Oktober 1979   | 27.790.000                  | Heinz Schillinger            | 1023    |
|                     | FIP-Kongress für Philatelie und Postgeschichte Posthausschild Altheim / Saar | 60+30            | 13. November 1980  | 34.810.000                  | Heinz Schillinger            | 1065    |
|                     | Szene an einer Poststation um 1855 | 60               | 8. Oktober 1981    | 31.825.000                  | Elisabeth von Janota-Bzowski | 1112    |
|                     | Schreibtisch und Schreibutensilien | 80               | 14. Oktober 1982   | 31.750.000                  | Gerd Aretz                   | 1154    |
|                     | Postreiter | 80               | 13. Oktober 1983   | 32.700.000                  | Peter Steiner                | 1192    |
|                     | Posthaus der Kaiserlich Taxis’schen Post in Augsburg | 80               | 18. Oktober 1984   | 29.350.000                  | Dorothea Fischer-Nosbisch    | 1229    |
|                     | Internationale Briefmarkenausstellung MOPHILA in Hamburg Diese beiden Marken wurden als Zusammendruck ausgegeben - Postillon und Zugpferde                                                | 60+20            | 13. August 1985    | 6.900.000                   | Heinz Schillinger            | 1255    |
|                     | - Postkutsche | 80+20            | 13. August 1985    | 6.900.000                   | Heinz Schillinger            | 1256    |
|                     | 50 Jahre „Tag der Briefmarke“ Postkutsche vor verschiedenen Briefmarken aus Anlass des Tages der Briefmarke der vergangenen fünf Jahrzehnte                                               | 80               | 16. Oktober 1986   | 29.500.000                  | Antonia Graschberger         | 1300    |
|                     | Verladung von Bahnpost in Preußen um 1897 | 80               | 15. Oktober 1987   | 32.000.000                  | Elisabeth von Janota-Bzowski | 1337    |
|                     | Brieftaube | 20               | 13. Oktober 1988   | 29.500.000                  | Peter Steiner                | 1388    |
|                     | Weltausstellung für philatelistische Literatur IPHLA in Frankfurt am Main vereinfachte Buchdarstellung mit alten Briefmarken und der Alten Oper Frankfurt als Titel, daneben ein Posthorn | 100+50           | 20. April 1989     | 3.780.000                   | Antonia Graschberger         | 1415    |
|                     | 10. Internationale Briefmarkenausstellung der Jugend | 100              | 21. Juni 1990      | 22.596.000 3.766.000 Blocks | Heike Ullmann                | 1472    |
|                     | 150 Jahre Briefmarken Abbildungen der One Penny Black, Schwarzer Einser und einer Bundespostbriefmarke von 1989                                                                           | 100              | 11. Oktober 1990   | 32.842.000                  | Silvia Runge                 | 1479    |
|                     | Briefträger im Spreewald | 100              | 10. Oktober 1991   | 30.980.000                  | Dorothea Fischer-Nosbisch    | 1570    |
|                     | Gasballon, Ballonpost der Deutschen Militärluftschiffer, um 1900 | 100              | 15. Oktober 1992   | 29.850.000                  | Ernst Kößlinger              | 1638    |
|                     | Postbote bei der Briefzustellung im 19. Jahrhundert | 100+50           | 16. September 1993 | 3.574.000                   | Ralf Peter                   | 1692    |
|                     | Postzusteller im Spreewald um 1900 | 100              | 13. Oktober 1994   | 49.870.000                  | Ernst Kößlinger              | 1764    |

| Deutschland (DM) |                                                                         |                       |                    |                                 |                      |                |
| Bild             | Beschreibung                                                            | Werte in Pfennig/Euro | Ausgabe- datum     | Auflage                         | Entwurf              | Mi.-Nr.        |
|                  | Postzustellerin auf Fahrrad                                             | 200+100               | 6. September 1995  | 2.850.000 davon 280.000 auf ETB | Ernst Kößlinger      | 1814           |
|                  | 50 Jahre Bund Deutscher Philatelisten                                   | 100                   | 14. August 1996    | 24.530.000                      | Max Bollwage         | 1878           |
|                  | Historisches Flugzeug und dreirädriger Motorwagen für den Posttransport | 440+220               | 17. September 1997 | 3.710.000 davon 250.200 auf ETB | Joachim Rieß         | 1947, Block 41 |
|                  | Postjacht Hiorten                                                       | 110                   | 8. Oktober 1998    | 30.000.000                      | Hilmar Zill          | 2022           |
|                  | Blockausgabe: 150 Jahre Deutsche Briefmarken                            | 300+110               | 27. April 1999     | 3.300.000                       | Peter Nitsche        | 2041, Block 46 |
|                  | Briefumschlag und Schreibzeug                                           | 110                   | 12. Oktober 2000   | 31.200.000                      | Antonia Graschberger | 2148           |
|                  | 100 Jahre Wuppertaler Schwebebahn                                       | 110+50 0,56+0,26 €    | 8. März 2001       | 4.030.000                       | Hans Günter Schmitz  | 2171           |

| Deutschland (Euro) |                                                                                          |                   |                    |                                 |                                                  |                |
| Bild               | Beschreibung                                                                             | Werte in Eurocent | Ausgabe- datum     | Auflage                         | Entwurf                                          | Mi.-Nr.        |
|                    | 75. Jahrestag des ersten Nordatlantikflugs in Ost-West-Richtung                          | 144+56            | 10. April 2003     | 1.810.000                       | Corinna Rogger                                   | 2331           |
|                    | Flugboot Do X                                                                            | 55                | 7. Oktober 2004    | 19.000.000                      | Klein und Neumann                                | 2428           |
|                    | 100 Jahre Kraftpost                                                                      | 55+25             | 12. Mai 2005       | 1.960.000 davon 125.000 auf ETB | Gerda M. Neumann und Horst F. Neumann            | 2456           |
|                    | Deutscher und Österreichischer Philatelistentag, Philatelie                              | 55                | 5. Oktober 2006    | 8.400.000 davon 105.000 auf ETB | Gerda M. Neumann und Horst F. Neumann            | 2565           |
|                    | Historischer Luftschiffverkehr nach Südamerika (Blockausgabe)                            | 170+70            | 1. März 2007       | 1.500.000 davon 105.000 auf ETB | Günter Gamroth                                   | 2589, Block 69 |
|                    | Schützenscheibe von 1835 in Ohrdruf(f), Ankunft des ersten Eilwagens (Postkutsche)       | 55                | 4. September 2008  | 8.500.000 davon 95.000 auf ETB  | Carsten Wolff                                    | 2692           |
|                    | Schätze der Philatelie – Eichstätt-Brief                                                 | 55+25             | 7. Mai 2009        | 2.553.000 davon 85.000 auf ETB  | Ursula Lautenschläger                            | 2735           |
|                    | Schätze der Philatelie – Postplakat                                                      | 55                | 9. September 2010  | 6.400.000 davon 74.000 auf ETB  | Johannes Graf                                    | 2819           |
|                    | 75 Jahre Tag der Briefmarke in Deutschland                                               | 55+25             | 11. August 2011    | 1.114.000 davon 67.500 auf ETB  | Julia Warbanow                                   | 2882           |
|                    | 100 Jahre erster offizieller amtlicher Postflug in Deutschland (Luftpost)                | 55                | 13. September 2012 | 5.690.000 davon 60.200 auf ETB  | Annegret Ehmke                                   | 2954           |
|                    | 175 Jahre Dampflok Saxonia                                                               | 58+27             | 5. September 2013  | 2.380.000 davon 54.500 auf ETB  | Harry Scheuner                                   | 3027           |
|                    | Lindauer Bote                                                                            | 60                | 1. September 2014  | 5.400.000 davon 51.000 auf ETB  | Peter Steiner und Regina Steiner                 | 3101           |
|                    | 175 Jahre Briefmarken                                                                    | 62+30             | 1. September 2015  | 2.546.000 davon 46.500 auf ETB  | Johannes Graf                                    | 3173           |
|                    | Liebesbriefe                                                                             | 70                | 1. September 2016  | 5.566.000 davon 42.000 auf ETB  | Christoph Niemann                                | 3259           |
|                    | Comic Fix und Foxi                                                                       | 70+30             | 7. September 2017  | 1.787.000 davon 37.000 auf ETB  | Wilfried Korfmacher                              | 3331           |
|                    | 150 Jahre Norddeutscher Postbezirk                                                       | 70                | 13. September 2018 | 4.587.400 davon 33.600 auf ETB  | Ursula Lautenschläger                            | 3412           |
|                    | Briefmarkensammeln                                                                       | 155+55            | 5. September 2019  | 2.104.750 davon 33.600 auf ETB  | Peter Krüll                                      | 3491           |
|                    | 75 Jahre AM-POST-Marken                                                                  | 80                | 3. September 2020  | 3.561.100 davon 32.000 auf ETB  | Marion Blomeyer                                  | 3564           |
|                    | Schätze der Philatelie – Bordeaux-Brief (auch als Blockausgabe)                          | 80+40             | 2. September 2021  | 1.716.000 davon 32.000 auf ETB  | Carsten Wolff                                    | 3623, Block 88 |
|                    | Baden Fehldruck (auch als Blockausgabe)                                                  | 85                | 6. Oktober 2022    | 2.828.500 davon 27.000 auf ETB  | Ruven Wiegert                                    | 3719, Block 90 |
|                    | Stralsund-Brief (auch als Blockausgabe)                                                  | 85+40             | 1. März 2023       | 1.469.900 davon 26.000 auf ETB  | Ruven Wiegert                                    | 3752, Block 91 |
|                    | Frankatur des Briefes America’s First mit allen drei Ochsenaugen (auch als Blockausgabe) | 85                | 4. April 2024      | 2.214.500 davon 21.950 auf ETB  | Hanno Schabacker (Marke), Bettina Walter (Block) | 3822, Block 93 |